# À qui je m'abandonne
À qui je m'abandonne est une chanson écrite, composée et interprétée par William Sheller sorti en 1976. Le titre conclut l'album Dans un vieux rock'n'roll.
Sheller parle d'un homme qui s'interroge sur les raisons d'une grande passion.